# Julio César Salas
Julio César Salas é um município da Venezuela localizado no estado de Mérida.
A capital do município é a cidade de Arapuey.